# Liber
|  | No s'ha de confondre amb líber. |

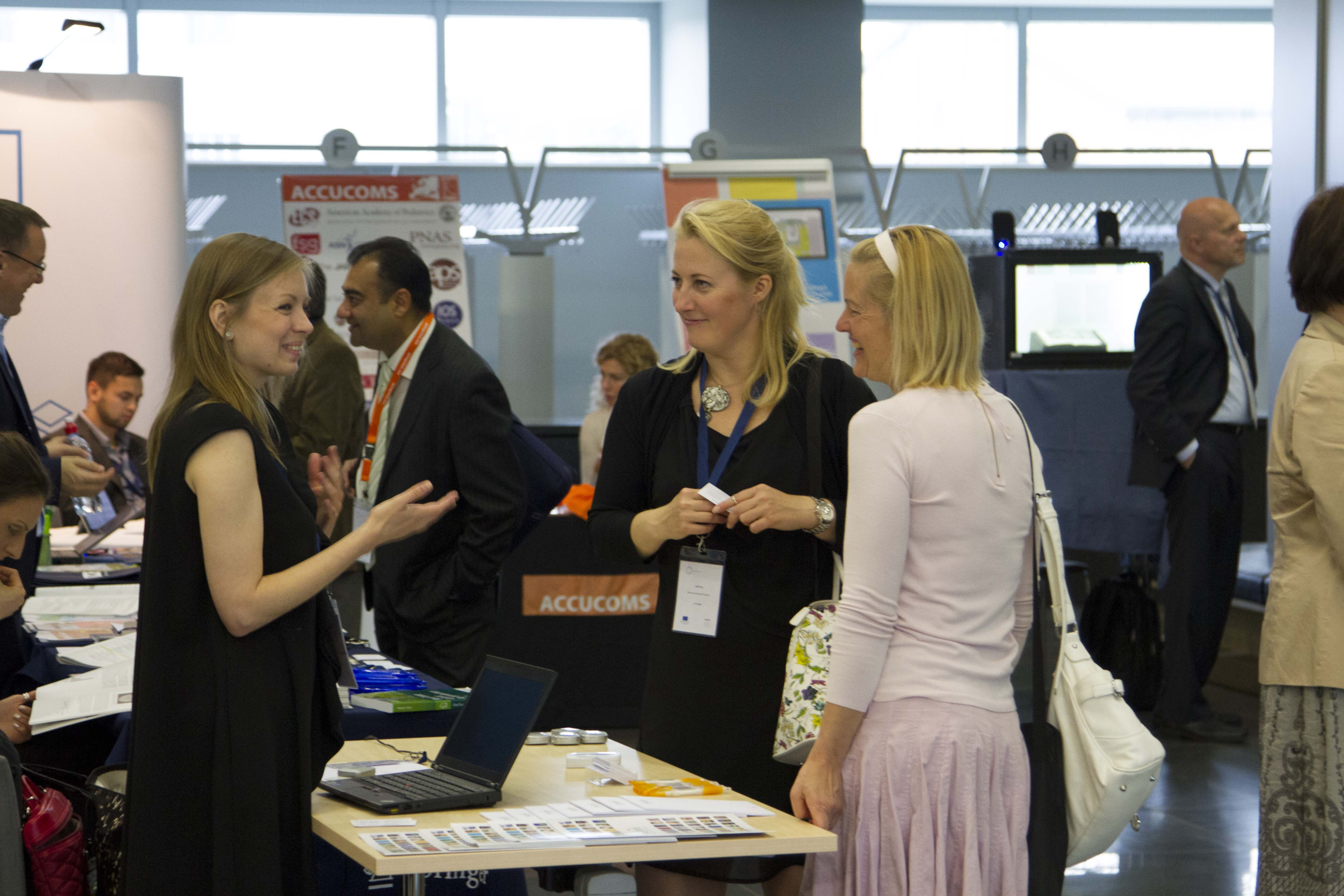
Fotografia de la fira internacional del llibre a Barcelona, any 2014

Liber és la fira internacional del llibre en espanyol, principal aparador professional sobre el llibre i el sector editorial a Espanya, Els seus objectius són promoure l'exportació i generar negoci en el sector editorial. És una de les grans trobades professionals de la indústria del llibre a Espanya, com a principal centre de negoci i intercanvi professional, i molt influent en la llengua castellana. Engloba tots els gèneres editorials i destacant el format digital, els nous editors, l'autoedició i en resum, el sector digital. El seu èxit es pot afirmar per la creixent assistència i participació que rep cada any. A part dels estands de les editorials, la fira també proposa un gran ventall d'activitats com taules rodones, conferències de professionals o lectures exclusives d'autors reconeguts.
La fira està promoguda per la Federación del Gremio de Editores de España i està organitzada per IFEMA. La seva celebració s'alterna entre les ciutats de Madrid i Barcelona i habitualment l'esdeveniment té lloc al mes d'octubre. El perfil dels visitants i els sectors representats són els agents literaris que són editors, llibreters, distribuïdors, bibliotecaris, autors, docents, professionals de les arts gràfiques i multimèdia, associacions professionals, empreses de serveis i proveïdors.

## Edicions

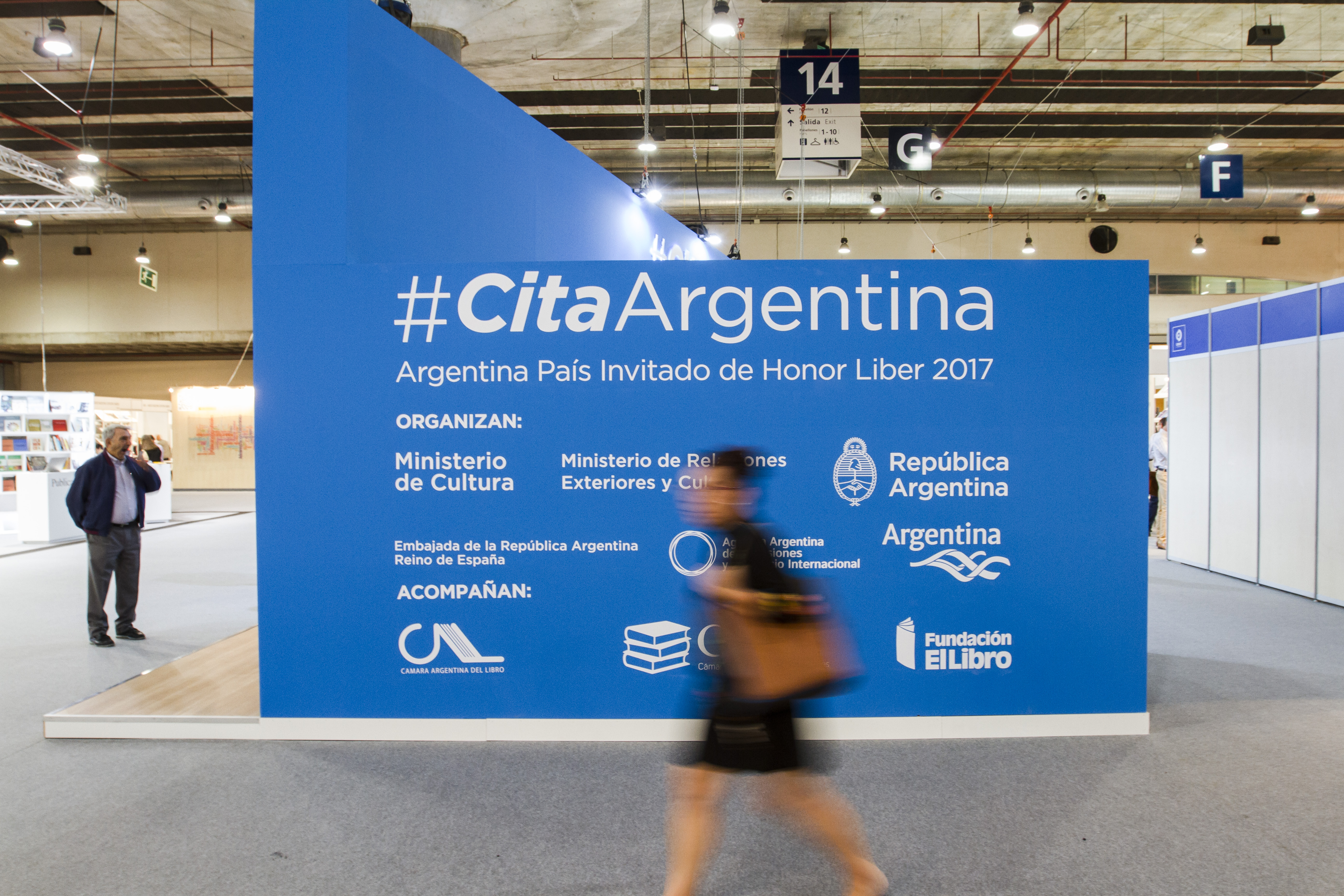
Fotografia de la fira internacional del llibre a Madrid, any 2017.

La seva primera edició es va celebrar l'any 1983 al Palacio de Cristal de la Casa de Campo de Madrid. Cada edició de la fira compta amb un país convidat, el qual disposa d'un espai de representació destacat.
| Any  | País convidat                                                         | Seu                        |
| ---- | --------------------------------------------------------------------- | -------------------------- |
| 2025 | Xile                                                                  | Madrid                     |
| 2024 |                                                                       | Barcelona                  |
| 2023 | Polònia                                                               | Madrid                     |
| 2022 | Colòmbia                                                              | Barcelona                  |
| 2021 | Guadalajara (Mèxic)                                                   | Madrid                     |
| 2020 |                                                                       | Barcelona (format digital) |
| 2019 | Sharjah (Emirats Àrabs Units)                                         | Madrid                     |
| 2018 | Cuba                                                                  | Barcelona                  |
| 2017 | Argentina                                                             | Madrid                     |
| 2016 | Puerto Rico                                                           | Barcelona                  |
| 2015 | Arabia Saudí                                                          | Madrid                     |
| 2014 | Paraguai                                                              | Barcelona                  |
| 2013 | Xile                                                                  | Madrid                     |
| 2012 | Paraguai                                                              | Barcelona                  |
| 2011 | Rumania                                                               | Madrid                     |
| 2010 | Puerto Rico                                                           | Barcelona                  |
| 2009 | Rússia                                                                | Madrid                     |
| 2008 | Quebec                                                                | Barcelona                  |
| 2007 | Perú                                                                  | Barcelona                  |
| 2006 | Colòmbia                                                              | Madrid                     |
| 2005 | Grècia                                                                | Madrid                     |
| 2004 | Panamà, Costa Rica, Hondures, El Salvador,Guatemala i Nicaragua       | Barcelona                  |
| 2003 | República Eslovaca, Xipre, Estònia, Hongria, Letònia, Malta i Polònia | Madrid                     |
| 2002 | Portugal                                                              | Barcelona                  |
| 2001 | Xile                                                                  | Madrid                     |
| 2000 | Mèxic                                                                 | Barcelona                  |
| 1999 | Argentina                                                             | Madrid                     |
| 1998 | Cuba                                                                  | Madrid                     |
| 1997 | Brasil                                                                | Barcelona                  |
| 1996 | -                                                                     | Barcelona                  |
| 1995 | Països Baixos i Flandes                                               | Barcelona                  |